# Донецкий академический симфонический оркестр имени С. С. Прокофьева
Донецкий академический симфонический оркестр имени С. С. Прокофьева (аббр. ДАСО) — крупнейший оркестр Донбасса, музыкальный коллектив Донецкой государственной академической филармонии. Один из крупнейших симфонических оркестров в Европе, ведущий свою деятельность с 1933 года.

## История
Инициатива создания в Донбассе большого симфонического оркестра принадлежит дирижёру Натану Григорьевичу Рахлину. Первый коллектив оркестра был организован в 1933 году на базе Доноблрадиокомитета, его дирижёром являлся Александр Игнатьевич Климов. В 1934 году оркестр уже давал концерты. В 1935 году оркестр обосновался под крышей Донецкой филармонии, возглавил его 29-летний Натан Рахлин. С Донецким оркестром Рахлин проработал официально два года. С 1937 года курировал коллектив, но уже в качестве приглашённого дирижёра. За дирижёрским пультом его сменил Г. Р. Ступпель.
Первым концертмейстером коллектива был Генрих Моисеевич Эдельштейн, будущий основатель донецкой скрипичной школы.
В 1940 году оркестр под управлением дирижёра Г. Р. Ступпеля давал концерты на Славкурорте. В одном из таких концертов во главе виолончельной группы участвовал профессор, заслуженный артист РСФСР Леопольд Ростропович. Вместе с ним на гастроли приехал и его сын — 13-летний юный виолончелист Мстислав Ростропович. Именно в Славянске, в сопровождении Симфонического оркестра Сталинской филармонии состоялось первое большое концертное выступление Мстислава Ростроповича. Сам выдающийся виолончелист считал этот момент началом своей музыкальной карьеры.
С началом Великой Отечественной войны филармония и оркестр приостановили свою работу, большинство артистов ушли на фронт. Многие фронтовые дороги объездила в то военное лихолетье концертная бригада, которую собрал Г. М. Эдельштейн.
Третье рождение симфонический оркестр получил в 1949 году, когда после Победы было принято решение о восстановлении филармонии и оркестра. В том же году возглавить симфонический оркестр областной филармонии был приглашён из Днепропетровска дирижёр Соломон Семёнович (Симхович) Фельдман.
С оркестром выступали такие музыканты, как Л. Оборин, Э. Гилельс, М. Ростропович, Д. Ойстрах, Л. Коган, Я. Зак, Я. Флиер, С. Нейгауз, Р. Керер, Д. Шафран, Л. Власенко, Д. Поллак, С. Рихтер. Свои произведения исполняли композиторы И. Дунаевский, Д. Кабалевский, К. Данькевич, Н. Раков, Т. Хренников, А. Хачатурян. В разное время выступать с коллективом приглашались и многие знаменитые дирижеры. Среди них — Йозеф Грнчирж, Дмитрий Китаенко, Юрий Темирканов, Константин Симеонов, Валерий Гергиев.

## Новейшая история с 2014 года
С 2014 года оркестр работает на базе Донецкой государственной академической филармонии, находящейся в ведении Министерства культуры самопровозглашённой Донецкой Народной Республики. В 2015, 2016, 2017, 2019 и 2021 годах оркестр дал несколько концертов с участием всемирно известной пианистки Валентины Лисицы (США).
В ноябре 2016 года оркестр исполнил Концерт для фортепиано с оркестром С. С. Прокофьева с солистом, народным артистом России Николаем Луганским.
1 октября 2018 года, в Международный день музыки, была проведена акция «Музыка над Донбассом» — оркестр под руководством трёх дирижеров (Владимира Заводиленко, Анатолия Оселкова, Данила Милки) дал концерт на крыше одного из самых высоких зданий Донецка — бизнес-центра Sky City. Там же состоялось гашение специального почтового конверта, выпущенного государственным предприятием «Почта Донбасса» к 85-летию оркестра.
В 2017 и 2019 году состоялись концерты оркестра в Большом зале МГК им. П. И. Чайковского. С оркестром выступают российские дирижёры: Игорь Манашеров, Андрей Огиевский, Роман Моисеев, Николай Цинман, Андрей Рейн, Анатолий Мохонько.
В сентябре 2023 года состоялись гастроли оркестра 12 городах России (Тамбов, Саратов, Тольятти, Самара, Ульяновск, Казань, Йошкар-Ола, Чебоксары, Дзержинск, Владимир, Рязань, Воронеж) в рамках проекта #ОРКЕСТРНЕПОКОРЁННЫХ, автором которого выступил руководитель Донецкой филармонии Александр Парецкий. Организатором гастролей выступил РОСКОНЦЕРТ. В качестве солистки с оркестром во всех городах тура выступала всемирно известная пианистка Валентина Лисица.

## Главные дирижёры
- Климов Александр Игнатьевич (до перехода Симфонического оркестра в Донецкую филармонию);
- Рахлин Натан Григорьевич (с 1935 по 1937);
- Г. Р. Ступпель (подробная информация не сохранилась);
- Фельдман Соломон Семёнович (с 1949 по 1959);
- Гнедаш Вадим Борисович (с 1956 по 1961 — дирижёр, с исполнением обязанностей главного дирижёра);
- Торикян Гаспар Ованесович (с 1961 по 1965);
- Кравченко Павел Никитович (1965—1968 — и. о. главного дирижёра, с 1970 по 1979 — главный дирижёр);
- Гамкало Иван Дмитриевич (с 1968 по 1970);
- Ферулев Сергей Владимирович (с 1979 по 1984);
- Куржев Валентин Умарович (с 1984 по 1992);
- Кофман Роман Исаакович (с 1992 по 1995);
- Долинский Александр Михайлович (с 1992 по 1995 — дирижёр, с 1995 по 2014 — главный дирижёр);
- Заводиленко Владимир Владимирович (с 2015 по 2019);
- Оселков Анатолий Васильевич (с 2019 по 2022).

## Награды и звания
1979 год — Диплом Всесоюзного смотра-конкурса симфонических оркестров за высокий творческий уровень работы и за успехи в широкой пропаганде лучших образцов музыкального искусства;
1986 год — звание лауреата комсомольской премии имени Артёма за заслуги в деле музыкальной пропаганды среди молодёжи;
1991 год — звание лауреата премии имени Сергея Прокофьева;
1997 год — оркестру присвоено имя русского композитора, уроженца Донбасса, Сергея Прокофьева;
2002 год — оркестру присвоен статус академического.